# Chasson Randle
Chasson Randle, né le 5 février 1993 à Rock Island dans l'Illinois, est un joueur américain de basket-ball. Il mesure 1,84 m et évolue au poste de meneur.

## Biographie

### Carrière universitaire
Il passe ses quatre années universitaires à l'université Stanford où il joue pour le Cardinal entre 2011 et 2015.

### Carrière professionnelle

#### ČEZ Basketball Nymburk (2015-2016)
Le 25 juin 2015, lors de la draft 2015 de la NBA, automatiquement éligible, il n'est pas sélectionné. En juillet, il participe à la NBA Summer League 2015 de Las Vegas avec les Warriors de Golden State. En six matches, il a des moyennes de 9,5 points, 1,83 rebonds, 1,33 passes décisives et 0,33 interceptions en 20,2 minutes par match. Le 23 juillet 2015, il signe son premier contrat professionnel en République tchèque, au ČEZ Basketball Nymburk.

#### Knicks de New York (2016-2017)
En juillet 2016, il participe à la NBA Summer League 2016 d'Orlando avec les Knicks de New York. En trois matches (dont deux titularisations), il a des moyennes de 18,33 points, 4,33 rebonds, 5 passes décisives et 3 interceptions en 29,5 minutes par match. Le 3 août 2016, il signe avec les Knicks de New York pour participer au camp d'entraînement et tenter de faire partie des quinze joueurs retenus au début de la saison NBA 2016-2017. Apprécié par Carmelo Anthony, il a des chances d'être conservé mais il se fracture le plancher de l’orbite gauche durant la pré-saison.
Le 31 octobre 2016, il intègre les Knicks de Westchester, l'équipe de G-League affiliée aux Knicks de New York.

#### 76ers de Philadelphie (Jan.-fév. 2017)
Le 10 janvier 2017, il signe un contrat de 10 jours avec les 76ers de Philadelphie. Le 20 janvier, Randle signe un second contrat de dix jours avec les 76ers qui se conclut en une signature définitive. Toutefois, il est coupé par les 76ers le 23 février 2017.
Le 10 février 2017, il rejoint les 87ers du Delaware, l'équipe de G-League affiliée aux 76ers de Philadelphie.

#### Real Madrid (2017-2018)
En octobre 2017, Randle signe un contrat d'un an avec le Real Madrid.

#### Wizards de Washington (2018-2019)
Le 30 octobre 2018, il signe un contrat d'un an avec les Wizards de Washington depuis l'équipe du Capital City Go-Go, l'équipe de G-League affiliée aux Wizards.
Le 12 novembre 2018, il est coupé par les Wizards de Washington.
Le 18 décembre 2018, il signe à nouveau un contrat avec les Wizards de Washington, pour une durée d'un an et au minimum vétéran.
Durant la saison 2018-2019, il est envoyé plusieurs fois chez le Capital City Go-Go, l'équipe de G-League affiliée aux Wizards de Washington.

#### Tianjin Pioneers (2019-2020)
Le 14 août 2019, il s'engage pour une saison avec le club chinois du Tianjin Pioneers.

#### Warriors de Golden State (mars 2020)
Le 1er mars 2020, il signe un contrat de 10 jours avec les Warriors de Golden State.

#### Magic d'Orlando (février - mai 2021)
Le 16 février 2021, il signe un contrat two-way en faveur du Magic d'Orlando.

## Statistiques

### Universitaires
| Saison    | Équipe   | Matchs | Titul. | Min./m | % Tir | % 3pts | % LF | Rbds/m. | Pass/m. | Int/m. | Ctr/m. | Pts/m. |
| --------- | -------- | ------ | ------ | ------ | ----- | ------ | ---- | ------- | ------- | ------ | ------ | ------ |
| 2011-2012 | Stanford | 37     | 36     | 30,5   | 44,0  | 44,0   | 76,1 | 3,24    | 2,08    | 1,08   | 0,05   | 13,84  |
| 2012-2013 | Stanford | 34     | 33     | 31,0   | 39,9  | 35,9   | 78,4 | 2,94    | 2,62    | 1,12   | 0,06   | 13,65  |
| 2013-2014 | Stanford | 36     | 36     | 35,1   | 47,4  | 38,9   | 76,7 | 3,58    | 2,14    | 1,03   | 0,06   | 18,75  |
| 2014-2015 | Stanford | 37     | 37     | 36,4   | 40,3  | 36,3   | 87,7 | 3,32    | 3,03    | 1,35   | 0,14   | 19,57  |
| Total     |          | 144    | 142    | 33,3   | 42,8  | 38,7   | 80,6 | 3,28    | 2,47    | 1,15   | 0,08   | 16,49  |

### Professionnelles

#### Russie
| Saison    | Équipe               | Matchs | Titul. | Min./m | % Tir | % 3pts | % LF | Rbds/m. | Pass/m. | Int/m. | Ctr/m. | Pts/m. |
| --------- | -------------------- | ------ | ------ | ------ | ----- | ------ | ---- | ------- | ------- | ------ | ------ | ------ |
| 2015-2016 | Nymburk (VTB United) | 33     | 7      | 21,1   | 39,6  | 32,3   | 88,2 | 2,24    | 1,88    | 1,00   | 0,21   | 11,61  |
| 2015-2016 | Nymburk (NBL)        | 21     | 7      | 20,5   | 56,7  | 54,8   | 70,5 | 2,43    | 2,24    | 1,48   | 0,33   | 15,14  |
| 2015-2016 | Nymburk (EuroCup)    | 12     | 2      | 19,6   | 47,6  | 47,3   | 90,9 | 2,67    | 1,67    | 1,00   | 0,25   | 12,00  |
| Total     |                      | 66     | 16     | 20,6   | 46,3  | 42,4   | 83,1 | 2,38    | 1,95    | 1,15   | 0,26   | 12,80  |

#### Saison régulière NBA
| Saison    | Équipe       | Matchs | Titul. | Min./m | % Tir | % 3pts | % LF  | Rbds/m. | Pass/m. | Int/m. | Ctr/m. | Pts/m. |
| --------- | ------------ | ------ | ------ | ------ | ----- | ------ | ----- | ------- | ------- | ------ | ------ | ------ |
| 2016-2017 | New York     | 18     | 0      | 12,5   | 38,9  | 31,2   | 93,5  | 1,50    | 1,56    | 0,33   | 0,06   | 5,28   |
| 2016-2017 | Philadelphie | 8      | 0      | 9,2    | 46,2  | 40,0   | 100,0 | 0,62    | 0,75    | 0,38   | 0,12   | 5,25   |
| 2018-2019 | Washington   | 49     | 2      | 15,2   | 41,9  | 40,0   | 69,4  | 1,14    | 1,98    | 0,51   | 0,06   | 5,53   |
| 2019-2020 | Golden State | 3      | 0      | 13,5   | 0,0   | 0,0    | 83,3  | 0,67    | 1,67    | 0,67   | 0,00   | 1,67   |
| Total     |              | 78     | 2      | 13,9   | 41,1  | 37,8   | 80,2  | 1,15    | 1,74    | 0,46   | 0,06   | 5,29   |

Mise à jour le 12 mars 2020

#### Saison régulière G-League
| Saison    | Équipe             | Matchs | Titul. | Min./m | % Tir | % 3pts | % LF | Rbds/m. | Pass/m. | Int/m. | Ctr/m. | Pts/m. |
| --------- | ------------------ | ------ | ------ | ------ | ----- | ------ | ---- | ------- | ------- | ------ | ------ | ------ |
| 2016-2017 | Westchester        | 20     | 20     | 32,3   | 42,7  | 42,2   | 81,7 | 3,65    | 3,70    | 1,00   | 0,15   | 20,85  |
| 2016-2017 | Delaware           | 1      | 1      | 35,0   | 41,7  | 25,0   | 75,0 | 1,00    | 5,00    | 2,00   | 0,00   | 14,00  |
| 2018      | Capital City Go-Go | 8      | 8      | 34,9   | 51,5  | 48,2   | 80,6 | 4,00    | 4,62    | 1,75   | 0,12   | 23,75  |
| Total     |                    | 29     | 29     | 33,1   | 45,2  | 43,6   | 81,2 | 3,66    | 4,00    | 1,24   | 0,14   | 21,41  |

## Palmarès
- EuroLeague champion (2018)
- Liga ACB champion (2018)
- Czech League champion (2016)
- 2× First-team All-Pac-12 (2014, 2015)
- First-team Academic All-American (2015)
- NIT Most Outstanding Player (2015)
- Illinois Co-Mr. Basketball (2011)